# Processeur neuronal
 (février 2025).
Si vous disposez d'ouvrages ou d'articles de référence ou si vous connaissez des sites web de qualité traitant du thème abordé ici, merci de compléter l'article en donnant les références utiles à sa vérifiabilité et en les liant à la section « Notes et références ».
 (février 2025).
Motif : Où sont les sources secondaire et centrée sur le sujet ?
- Archive Wikiwix
- Bing
- Cairn
- DuckDuckGo
- E. Universalis
- Gallica
- Google
- G. Books
- G. News
- G. Scholar
- Persée
- Qwant
- (zh) Baidu
- (ru) Yandex
- (wd) trouver des œuvres sur Wikidata

| 1. | Préciser le motif de la pose du bandeau. | Précisez le motif de la pose du bandeau en utilisant la syntaxe suivante : {{admissibilité à vérifier\|date=mars 2025\|motif=remplacez ce texte par le motif}}                           |
| 2. | Informer les utilisateurs concernés.     | Pensez à avertir le créateur de l'article, par exemple, en insérant le code ci-dessous sur sa page de discussion : {{subst:avertissement admissibilité à vérifier\|Processeur neuronal}} |

Pour les articles homonymes, voir Puce d'accélération de réseaux de neurones.
Un processeur neuronal, ou neuroprocesseur, est un processeur équipé d'un système de réseau interne à base de neurones, comme dans un cerveau. L'idée d'imiter la structure du cerveau est formulé dès les années 1940, mais les premiers prototypes fonctionnels apparaissent au début des années 2000.
À ne pas confondre avec : Un processeur à réseau de neurones, qui est un processeur électronique qui imite le fonctionnement du réseau du réseau de neurones du cerveau.